# Alberto Cañada Juste
Alberto Cañada Juste (Madrid, 1931-Pamplona, 15 de marzo de 2025) fue un ingeniero e historiador español cuya trayectoria profesional estuvo vinculada a la Confederación Hidrográfica del Ebro, como ingeniero técnico de Obras Públicas en Pamplona (1957-1996), y cuyo interés por la historia de Navarra le empujó a doctorarse en Historia (1991), siendo un especialista de la etapa medieval, especialmente conocedor de la gestación y formación del reino de Pamplona durante el siglo X.

## Biografía
Aunque nacido en Madrid su familia era aragonesa siendo el pequeño de cuatro hermanos. Con el estallido de la Guerra civil española la familia quedó dividida entre Teruel y Madrid donde le tocó vivir durante los tres años de la contienda sin tener noticias de la familia en Aragón.
En 1948 terminó el bachillerato en el Instituto Cardenal Cisneros comenzando en 1949 a estudiar Ingeniería Técnica de Obras Públicas que finalizó en cinco años con derecho a plaza. Su primer destino fue Córdoba a donde llegó en 1957 ocupándose de parte de las carreteras provinciales. De inmediato, buscó plazas libres dentro de la Confederación Hidrográfica del Ebro, esperando una plaza en Aragón, pero le ofrecieron, y aceptó, una plaza en Navarra a donde llegó el 14 de noviembre de 1957.
Asentado definitivamente en Pamplona, con gran afición montañera, se hizo socio del Club Deportivo Navarra conociendo en una de las excursiones a su futura esposa, Ana María Zarranz Azcona, con quien contrajo matrimonio en 1961. De esta unión nacieron tres hijos. Uno de ellos, nacido en 1962, es Alberto Cañada Zarranz, coordinador de la Filmoteca de Navarra.
Aficionado al atletismo, durante dieciséis años fue miembro de la Federación Navarra de Atletismo donde, además de directivo, juez y cronometrador, fue también brevemente presidente en 1970-1971 y presidente de la Comisión de Jueces (mayo de 1975-enero de 1976).
Para 1955 se había titulado, aunando su profesión y su afición, en Ingeniería Técnica de Montes. Poco después, en 1968, «animado por un amigo medievalista, el catedrático de la Universidad de Navarra Ángel J. Martín Duque, comenzó a estudiar Filosofía y Letras.» En 1991 se doctoró en Historia en la misma universidad con una tesis titulada «Sancho Garcés I rey de Pamplona» dirigida por su mentor y amigo, Martín Duque.
Como miembro del Ateneo Navarro, fue secretario de su junta directiva entre 2000-2006.

## Obras y publicaciones
Además de numerosos artículos especializados en el reino de Navarra durante el siglo X, es autor de libros como:
- La campaña musulmana de Pamplona: año 924. Colección Histórica de la Institución Príncipe de Viana (4). Pamplona. 1976. ISBN 978-84-235-0314-8. El prólogo está firmado por Ángel Martín Duque.
- Nacimiento del reino de Pamplona: Sancho Garcés I (905-926). Colección Abuelos y Nietos 5. Pamplona: Asociación Mayores de Navarra "Sancho el Mayor". 2015.[5]

De entre sus artículos destacar, por su extensión:
- Los Banu Qasi (714-924). Publicado en la revista Príncipe de Viana números 158-159. Pamplona, 1980. Dedica más de noventa páginas a esta dinastía musulmana, de origen visigodo, que dominó el valle medio del Ebro durante varias centurias y estuvo emparentada con las familias dinásticas de la naciente monarquía pamplonesa.[6]